# Eupithecia enucleata
Eupithecia enucleata är en fjärilsart som beskrevs av Karl Dietze 1913. Eupithecia enucleata ingår i släktet Eupithecia och familjen mätare. Inga underarter finns listade i Catalogue of Life.